# Аахенські пряники

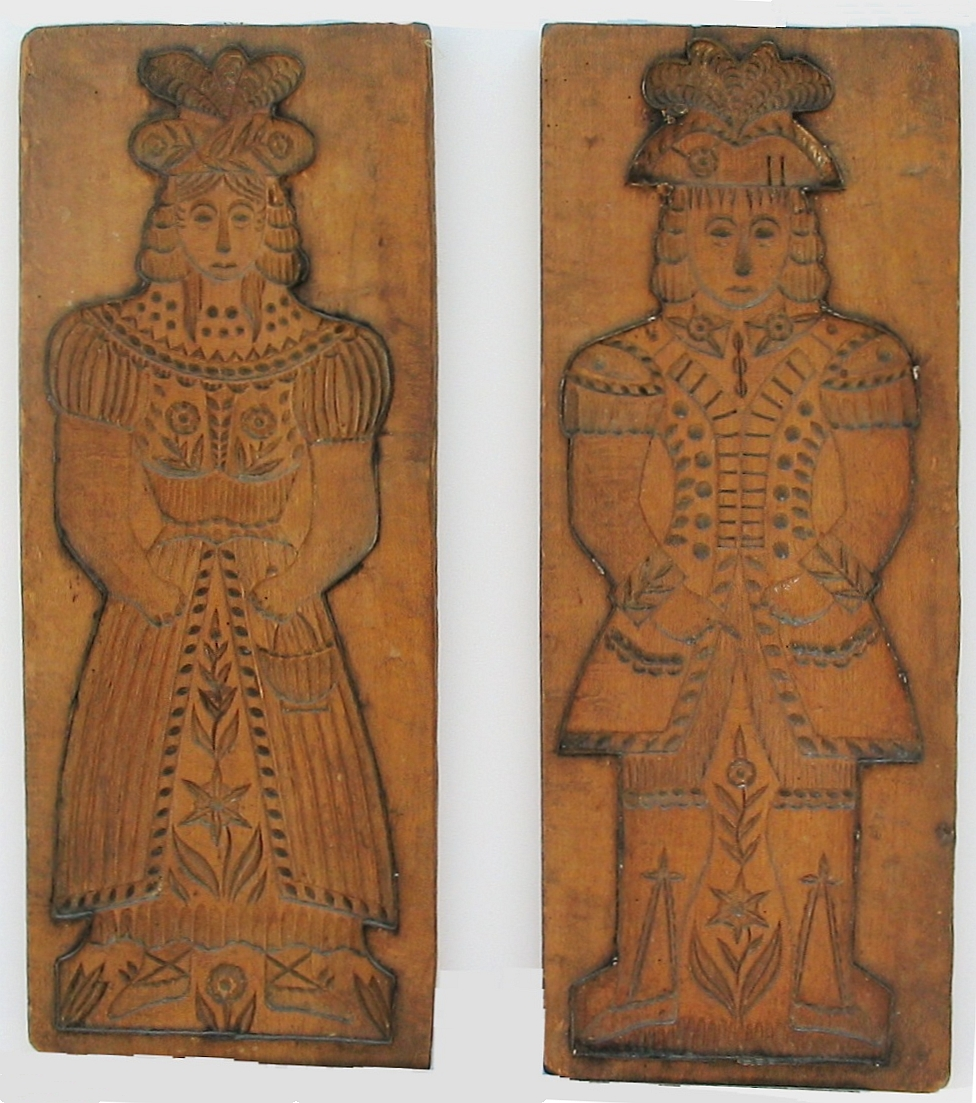
Форми для ахенських гравюр близько 1840. Наполеоновський офіцер та дворецький

Аахенські пряники (нім. Aachener Printen — імбирні пряники, традиційний продукт міста Аахен, захищене в ЄС назва місця походження. Спочатку це були виключно різдвяні пряники, але зараз вони продаються будь-якої пори року.
Цей термін є географічною вказівкою, що охороняється, тому всіх виробників можна знайти в Аахені або його околицях.

## Історія
Попередником аахенського пряника заведено вважати Couque de Dinant, обрядовий хліб із бельгійського міста Дінан. За твердженнями істориків, в Аахені перші пряники з'явилися в XV столітті, і секрет їхнього приготування привезли з собою бельгійці, які втекли до Аахена після спалення свого міста Філіпом Добрим. Пряники «друкували» у дерев'яних формах, аналогічних до бельгійських.
За легендою, 1656 року городяни вирішили поповнити скарбницю, продаючи пряники, але їхній рецепт був втрачений. Хтось згадав, що його забрав із собою в могилу Карл Великий, великий аматор пряників. Вирішено було відправити кухаря до померлого імператора, щоб попросити в нього рецепт, а на допомогу йому покликали чорта. Карл Великий рецепт віддав, але чорт зажадав як винагороду ключа від міської скарбниці. Хитрий кухар швиденько випік пряники та запропонував чорту поласувати, після чого, проковтнувши від голоду і захоплення пряники разом із деком, чорт отримав таке нетравлення шлунка, що втік.
Спочатку аахенські пряники були медовими, але в 1806 через континентальну блокаду мед довелося замінити на сироп з цукрових буряків. Тісто стало більш щільним, що змусило змінити форму пряника — замість фігурної вона стала прямокутною. Вважається, що сучасний рецепт пряника з'явився 1820 року. У нього входять кориця, гвоздика, аніс, спеції, імбир, коріандр, кардамон, а також зацукровані апельсини та лимони. Приблизно 1860 року аахенські пряники стали покривати шоколадом.
Аахенські пряники виробляють як на великих фабриках, так і в невеликих пекарнях міста, але найвідомішим їх виробником є фірма Lambertz, роком заснування якої вважається 1688 рік. Пряники можуть бути м'якими, твердими, з травами, горіхами або шоколадом, різних форм і розмірів.